# Fracture du scaphoïde

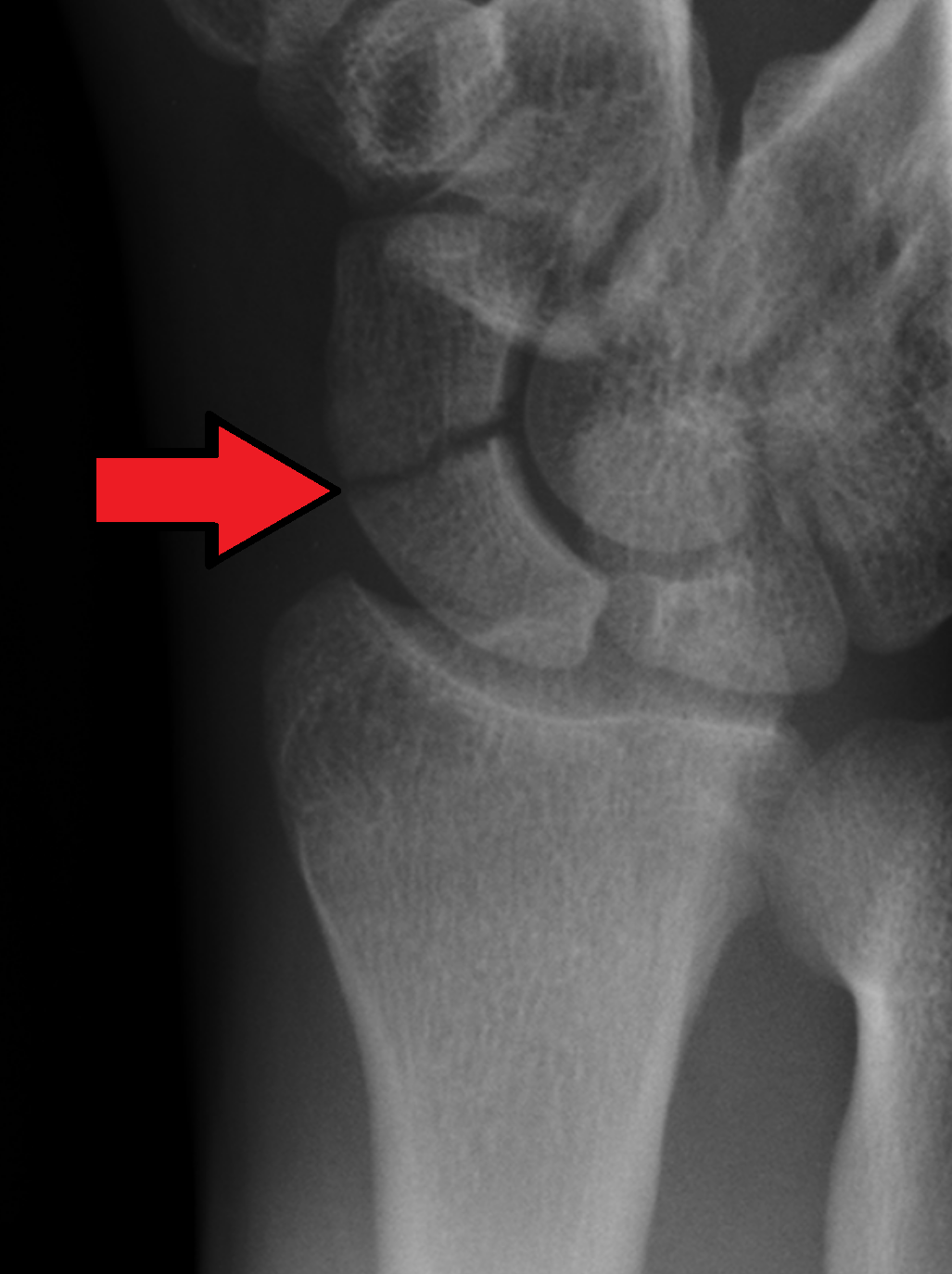
Radiographie mettant en évidence une fracture du scaphoïde.

La fracture du scaphoïde est la fracture la plus fréquente du poignet.

## Mécanisme
La fracture du scaphoïde survient dans 70 % des cas lors des chutes avec « réception » sur la main. Elle se voit plus fréquemment chez l'homme jeune. Dans plus de 60% des cas, elle concerne la partie médiane du scaphoïde (avec un déplacement dans 20% des cas) et dans un cas sur cinq, son tubercule.
Cette fracture altère la stabilité du poignet.

## Diagnostic

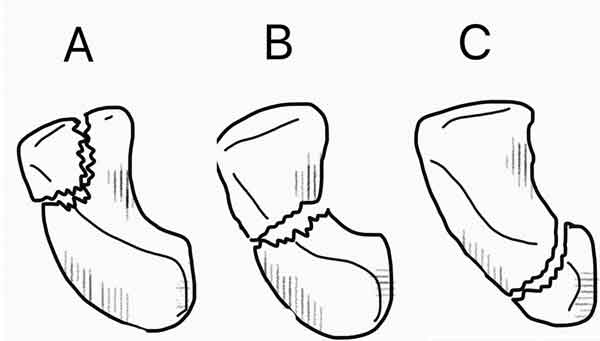
Les 3 types de fractures du scaphoïde :
A : distale (20% des cas)
B : centrale (60%)
C : proximale (20%).

Le diagnostic n'est confirmé que dans 15 % des suspicions. 
Le diagnostic de fracture est difficile à réaliser car les lésions éventuelles peuvent ne pas être immédiatement visibles sur les radiographies standard du poignet de face et de profil. On pratique aussi une radiographie avec incidences spéciales (inclinaison de 30° vers le coude) qui permettent de dérouler l'os et ainsi de visualiser plus précisément le trait de fracture.
Dans 1/4 des cas, l'examen clinique fait penser à une fracture, mais la radio ne le montre pas, alors qu'il y a réellement une fracture.
L'utilisation d'autres techniques d'imagerie médicale (scanner, IRM, scintigraphie osseuse, ce dernier examen semblant le meilleur du point de vue de la sensibilité et de la spécificité) permet d'être plus sur du diagnostic, même si la scintigraphie conduit parfois au surdiagnostic.
En cas de doute, on peut immobiliser le poignet et l'avant-bras, avec un plâtre ou une résine, pendant au moins dix jours, puis, passé ce délai, de refaire des radiographies de contrôle.
L'inconvénient de cette méthode est de retarder la guérison dans le cas où il n'existe pas de fracture, mais "simplement" une lésion articulaire ou ligamentaire (entorse par exemple), pour laquelle l'immobilisation n'est pas recommandée, mais qui au contraire demande à être traitée rapidement en rééducation par un kinésithérapeute.

## Traitement

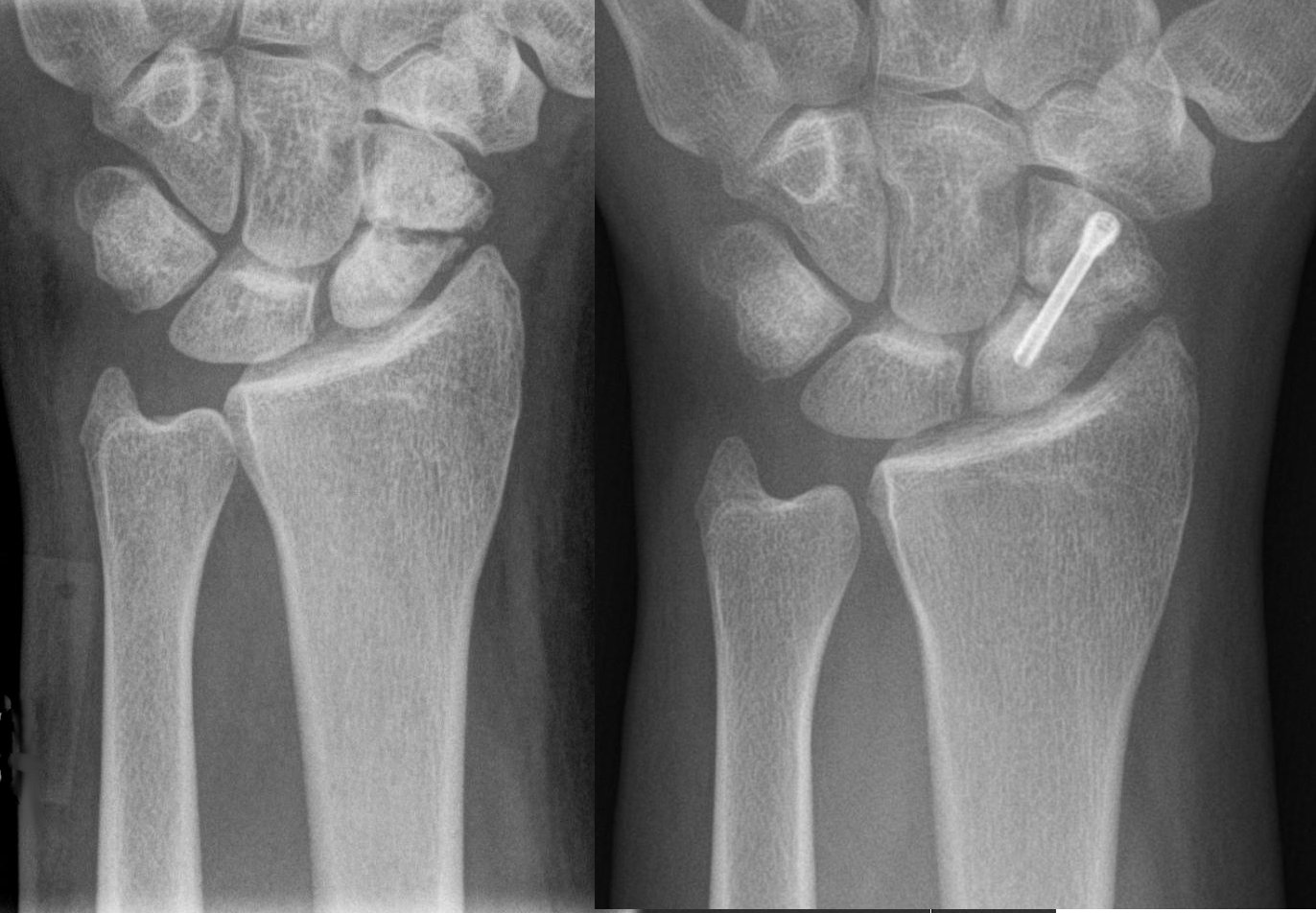
Pseudarthrose scaphoïde, avant et après traitement par vis de Herbert.

Dans le cas d'une fracture, trois techniques de soins sont applicables :
- immobilisation prolongée du poignet et de l'avant-bras (plâtre ou résine) pendant 90 jours,
- fixation en chirurgie ambulatoire par technique percutanée,
- vissage en chirurgie classique à ciel ouvert.

Les techniques applicables dépendent du type de fracture et de sa localisation sur l'os.
Pour les fractures non déplacées, principalement celles du corps du scaphoïde, la technique percutanée tend à se développer. Elle s'opère sous anesthésie locale, sans hospitalisation du patient, et dure environ 20 à 30 minutes.
Ses résultats sont excellents, et la durée d'immobilisation consécutive est réduite à environ deux semaines (contre 8 à 12 semaines sans intervention). Toutefois, un traitement par immobilisation, dans les formes médiales, avec contrôle radiologique et intervention chirurgicale s'il n' y a pas de signe de consolidation, expose à moins de complications qu'une chirurgie immédiate, avec un résultat fonctionnel aussi bon.

## Complications
Les fractures du scaphoïde non diagnostiquées, et donc non soignées, entraînent quasi systématiquement des complications à terme, nécessitant alors des traitements "lourds"[réf. nécessaire].
Une pseudarthrose peut survenir dans 2 à 5 % des cas.
Dans les suites, 90 % des personnes non opérées reprennent le sport, et 88 % à leur niveau antérieur. Chez les personnes opérées, ce taux de reprise sportive est de 98 %, et 96 % pour la reprise au niveau antérieur. Le délais moyen constaté pour la reprise du sport est de 14 semaines chez les personnes non opérées, et 7 semaines pour les opérées.